# 佳川紘子
佳川 紘子（かがわ こうこ、1942年10月6日 - ）は、日本の声優、女優。東京都出身。旧芸名は菊池 紘子（きくち こうこ）。

## 来歴
八代白百合学園高等学校、東京アナウンスアカデミー卒業。テアトル・エコー第五期研究生。
1966年、東京アクタープロ所属。その後、テアトル・エコー映画放送部、プロダクション・タンク、賢プロダクション、ぷろだくしょん★A組に所属していた。

## 人物
特技・趣味はスキー、剣道、音楽鑑賞。

## 出演

### テレビアニメ
1969年
- ひみつのアッコちゃん（1969年 - 1970年、ゴマ〈初代〉、森山先生〈2代目〉、鏡の精〈2代目〉、シッポナ〈2代目〉 他）

1970年
- 魔法のマコちゃん

1971年
- 国松さまのお通りだい（青木先生）
- 原始少年リュウ（1971年 - 1972年）

1972年
- さるとびエッちゃん
- 正義を愛する者 月光仮面（柳木綾子）

1973年
- ミクロイドS（河内志津子の母〈第7話を除く〉、リーマ、久保涼子）

1974年
- カリメロ
- ゲッターロボ（1974年 - 1975年、早乙女元気、早乙女和子、神明日香、ルーガ、メリー、ユンケ、巴タケ 他）
- 魔女っ子メグちゃん（1974年 - 1975年）

1975年
- ガンバの冒険（忠太）
- ゲッターロボG（1975年 - 1976年、早乙女元気、早乙女和子、胡蝶鬼、イサムの母）
- みつばちマーヤの冒険（コウモリガ、斥候）
- UFOロボ グレンダイザー（コマンダー・ミネオ）
- わんぱく大昔クムクム（モチモチ）

1976年
- 元祖天才バカボン
- キャンディ・キャンディ（スザナ・マーロウ）

1977年
- 女王陛下のプティアンジェ（ポピンズ）
- 惑星ロボ ダンガードA（1977年 - 1978年、ミヨ子、ジュディ）

1978年
- SF西遊記スタージンガー（ガミス、兵士）
- 銀河鉄道999（花子、亡霊A）

1979年
- 野ばらのジュリー（クララ）
- 金髪のジェニー（シスターエリザベス）
- ベルサイユのばら（1979年 - 1980年）

1980年
- 宇宙戦士バルディオス（女）

1981年
- 新・ど根性ガエル
- ドラえもん（テレビ朝日版第1期）（しずかのおばさん 他）

1982年
- あさりちゃん（カンタローの母）
- The・かぼちゃワイン（旅館の女将）

1983年
- パーマン（おばさん、男の子、子供、三重夫人、子供A）

1986年
- 愛少女ポリアンナ物語（ペントン夫人）

1987年
- 愛の若草物語（フンメル夫人）

1993年
- 忍たま乱太郎（おりん婆さん〈初代〉）

2001年
- クレヨンしんちゃん（大屋〈初代〉、田中さんの奥さん）

### 劇場アニメ
- 惑星ロボ ダンガードA 宇宙大海戦（1978年、荒井ミヨ子[16]）
- あしたのジョー（1980年）
- 冒険者たち ガンバと7匹のなかま（1984年、忠太[17]）

### 吹き替え

#### 映画
- ミニミニ大作戦 ※機内上映版

#### 海外ドラマ
- カメラマン・コバック
- 普通の人々 ※テレビ朝日版
- ロックフォードの事件メモ
- ワーストウイッチ 空飛ぶ魔女学校（マリア・タピオカ）

#### 人形劇
- サンダーバード

### 特撮
- 怪奇大作戦（1968年、朝倉ニーナの声）
- チビラくん（1970年、狸姫の声）
- SFドラマ 猿の軍団（1974年、小猿ぺぺの声）
- 超神ビビューン（1976年、血なめの声）
- 仮面ライダー（新）（1979年、ボンゴの母・エルザの声）

### ナレーション
- 小学館
  - 小学一年生
  - プチ・セブン
- 大正製薬 ハブロン
- 日産自動車 日産・グロリア
- 日立製作所 青空
- 山印醸造 山印ミソ